# VistaVision

Размеры и расположение кадра «VistaVision». Сплошной линией обозначен размер кадра негатива, а штрих-пунктирной — контактной фильмокопии

VistaVision, Vistavision Motion Picture High-Fidelity (в советских и российских источниках «Виставижн» или «Виста-Вижн») — широкоэкранная кинематографическая система, использующая для съёмки стандартную 35-мм киноплёнку, движущуюся в киносъёмочном аппарате горизонтально, и сферическую (аксиально-симметричную) оптику. Продольное расположение кадра большой площади позволяет получать изображение высокого качества.

## Историческая справка
Распространение телевизионного вещания в конце 1940-х годов заставило кинопроизводителей искать новые технические решения, чтобы вернуть зрителей в кинотеатры за счёт повышения зрелищности кинопоказа. Одним из таких решений стала разработка широкоэкранных систем кинематографа, приближающих форму и размеры киноэкрана к полю зрения человека. Первыми широкоэкранными системами стали панорамные, в том числе самая известная из них: «Синерама», дебютировавшая в сентябре 1952 года. Через полгода появилась первая широкоэкранная система с анаморфированием CinemaScope, разработанная компанией 20th Century Fox. Ещё одним вариантом широкоэкранного кино стал кашетированный формат кинокомпании Paramount Pictures, выпустившей в 1953 году фильм «Шейн» с соотношением сторон кадра 1,66:1. Фильмокопия на 35-мм киноплёнке со стандартным шагом кадра в 4 перфорации содержала изображение кадра уменьшенной по сравнению с классическим форматом высоты, который демонстрировался на экране увеличенной ширины короткофокусным объективом.
Такая технология быстро стала популярной из-за своей простоты и возможности оснащения широким экраном существующих кинотеатров с оборудованием для классического кинопоказа. Однако, уменьшенная площадь кадра негатива сказывалась на качестве изображения: зернистость и дефекты стали заметнее из-за возросшего увеличения при проекции. Одним из решений проблемы стало применение кадра негатива большей площади, чем кадр фильмокопии, поскольку на экране видима только зернистость негативной киноплёнки, гораздо более заметная, чем у позитивной. Кроме того, резкость и детализация позитива, отпечатанного с оптически уменьшенного негатива, выше, чем у контактной фильмокопии того же формата.
В результате, кинокомпания «Парамаунт» в 1954 году запустила систему VistaVision с большим размером негатива, пригодную как для производства уменьшенных кашетированных фильмов, так и контактных фильмокопий высокого качества.

## Техническое описание

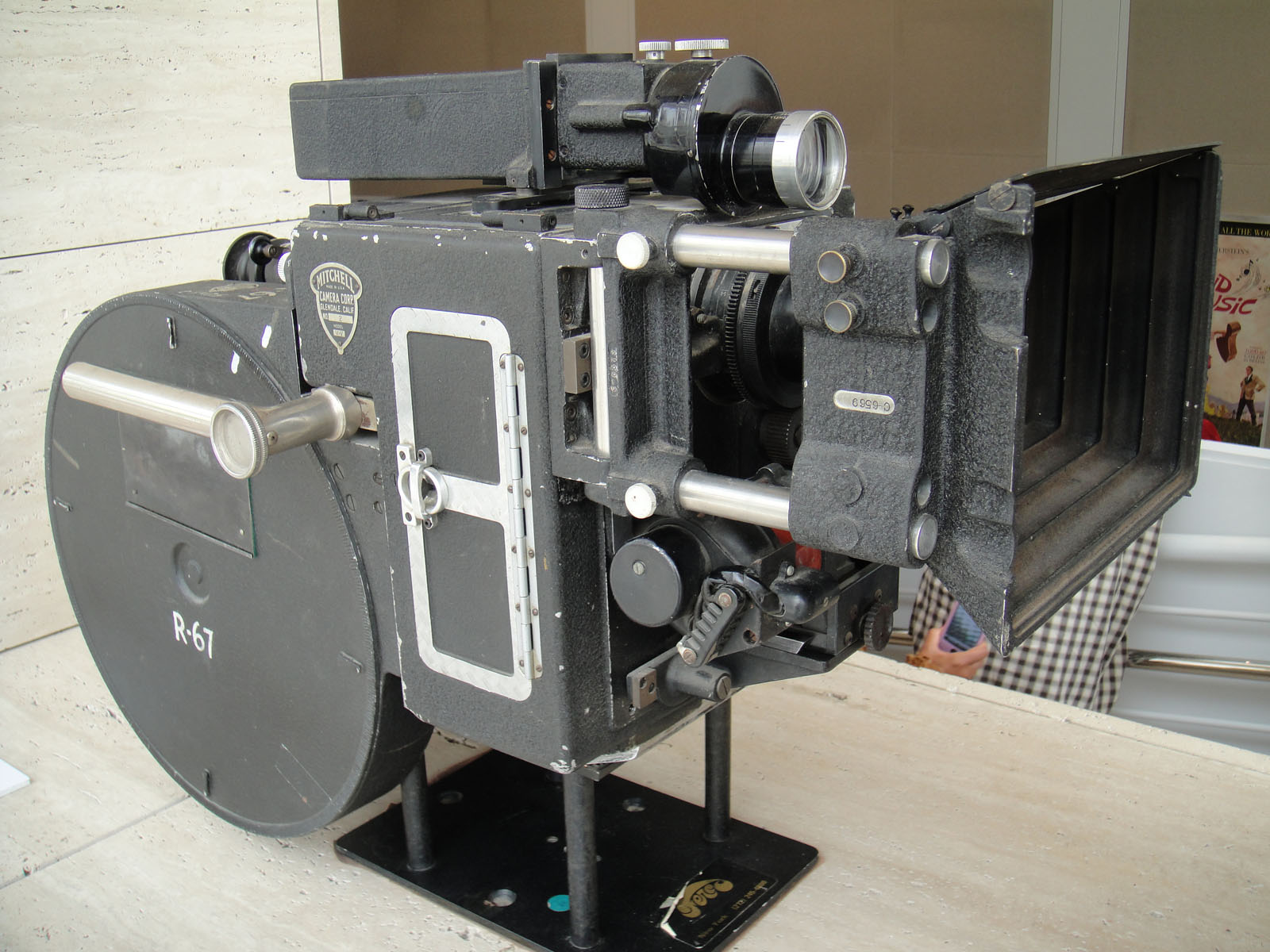
Киносъёмочный аппарат «Mitchell» для съёмки в формате «VistaVision»

Система VistaVision эксплуатировалась до 1962 года и использовала 35-мм негатив с продольным расположением кадра (так называемый «горизонтальный кадр») и шагом в 8 перфораций. Стандартная частота съёмки и проекции — 24 кадра в секунду. Размер кадра на негативе составлял 37,72×25,17 мм, но при печати совмещённых фильмокопий контактным способом часть изображения отрезалась для размещения оптической фонограммы, записанной по псевдостереофонической системе «Перспекта». В этом случае размер кадра фильмокопии составлял 36×18,34 мм с соотношением сторон 1,96:1.
Таким образом, формат оригинального негатива VistaVision был только производственным. Контактным способом фильмы печатались очень небольшими тиражами, предназначенными, главным образом, для премьерных показов и кинофестивалей. Такой формат позитива требовал специальных кинопроекторов, более дорогих и сложных, чем обычные из-за удвоенной скорости движения киноплёнки и её хода в трёх плоскостях. Большая площадь кадра позволяла удвоить световой поток проектора и тем самым повысить яркость экрана или увеличить его размеры. В то же время, из-за особенностей кинематики кинопроекторов VistaVision, их невозможно было сделать двухформатными, как это удалось в 70-мм аппаратуре.
Близкой альтернативой контактным фильмокопиям были анаморфированные с соотношением сторон кадра 2,0:1, но к концу использования киносистемы «Парамаунт» отказался от такой печати в пользу кашетирования. Для широкого проката предназначались копии, отпечатанные оптическим способом с кадром, расположенным поперёк плёнки. Такие копии кашетированного формата были пригодны для проката в обычных кинотеатрах. Соотношение сторон кадра могло быть трёх значений — 1,48:1, 1,66:1 или 1,85:1, основным из которых было первое, поскольку в наибольшей степени соответствовало формату негатива. Все остальные форматы кадра достигались разной степенью кашетирования. Оригинальное соотношение сторон на негативе составляло 1,48:1. Первый фильм в этой системе — «Белое Рождество» (англ. White Christmas) — снят на студии «Парамаунт» в 1954 году. Его премьера состоялась 14 октября 1954 года в нью-йоркском мюзик-холле «Радио-Сити».

## Распространение

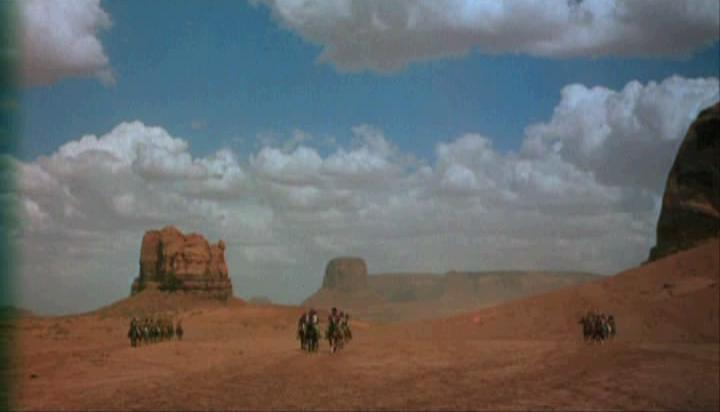
Кадр из классического вестерна «Искатели», снятого в формате «VistaVision»

С 1954 по 1963 год система использована для съёмки около ста кинокартин, в числе которых «Война и мир», «Десять заповедей», «Поймать вора», «Неприятности с Гарри», «Человек, который слишком много знал», «Головокружение» и «К северу через северо-запад». После появления мелкозернистых негативных плёнок и многочисленных 70-мм форматов, «VistaVision» устарел и был выведен из эксплуатации к началу 1960-х годов. Решающую роль сыграл успех широкоформатных киносистем с меньшими динамическими нагрузками на киноплёнку из-за небольшого шага кадра, и возможностью создания универсальных двухформатных кинопроекторов 35/70-мм. Оптическая звукозапись по системе «Перспекта» также не могла конкурировать с многоканальными магнитными фонограммами более современных киноформатов. Последней кинокартиной, снятой по системе «VistaVision» стала «Шесть моих возлюбленных», вышедшая в прокат в 1963 году.
Однако, в последующем, некоторые киностудии использовали его при съёмке рабочего материала с высоким разрешением для отдельных комбинированных сцен. Постановщик спецэффектов Джон Дайкстра в 1975 году использовал камеры «VistaVision» для съёмки комбинированных кадров киносаги «Звёздные войны». Отдельные сцены фильмов «Начало», «Матрица», «Пёрл Харбор» и кинотрилогии «Назад в будущее» были также сняты в этом формате для производства спецэффектов. Для этих же целей по сей день используются усовершенствованные киносъёмочные аппараты этого формата, приспособленные к современным технологиям кинопроизводства. Система автоматического повтора перемещения камеры Vista Flex, использовавшаяся при съёмках комбинированных кадров картины «Звёздный путь», также основана на аппаратуре формата «VistaVision».
Размеры и расположение кадра формата, близкие к размерам кадра малоформатной фотоплёнки, в некоторых случаях позволяют использовать для изготовления исходного негатива фотоаппараты. Так, для комбинированных съёмок некоторых сцен фильма «Индиана Джонс и храм судьбы» был использован модифицированный фотоаппарат Nikon F3 с кассетой на 16 метров 35-мм киноплёнки. Замедленная съёмка сцен в шахте на уменьшенном макете потребовала очень маленького киносъёмочного аппарата, в роли которого выступил Nikon с моторным приводом, дополнительно оснащённый контргрейфером. В результате получен негатив формата «VistaVision» для дальнейшего совмещения с другим изображением.